# 7월 혁명

외젠 들라크루아의 〈민중을 이끄는 자유의 여신〉

7월 혁명(프랑스어: Révolution de Juillet 레볼뤼시옹 드 주이에[*], 영어: July Revolution, French Revolution of 1830, Second French Revolution)은 1830년 7월 프랑스에서 일어난 혁명이다. 혁명의 결과로 루이 필리프가 프랑스의 왕위에 올랐다. 영광의 3일(프랑스어: Trois Glorieuses 트루아 글로리외즈[*])이라고도 부른다.

## 개요
1830년 샤를 10세는 해외 원정을 단행하여 군사력을 과시하는 한편 왕권을 강화하려는 목적으로 알제리로 출병했다. 이는 국회의원 선거를 노린 시위이기도 했으나, 그럼에도 새로 선출된 의원은 반대파가 압도적이었다. 이에 그는 아직 소집되지 않은 의회를 해산시키고 투표권 대상자를 더욱 제한하는 새 선거법을 도입해 재선거를 치르려 했다.
이에 국민들이 맹렬히 항의하며 7월 28일 파리 시내 도처에 바리케이드가 설치되었고 라파예트가 이끄는 공화당원들의 무력 봉기가 일어나 국왕군과 격돌했다. 온건한 자유주의자는 1789년이 재현될까 봐 두려워서 임시정부를 조직하여 샤를의 먼 친척이자 대혁명 때 혁명파로서 활약한 오를레앙공의 아들 루이 필리프를 국왕 대행으로 임명하여 위기를 모면하려 했다. 샤를은 국왕군이 점차 혁명군 쪽으로 전향하는 추이를 보고 사태의 중대성을 파악하여 칙령을 취소하고 대신을 파면하는 한편 손자에게 양위를 선언하면서 퇴위했다. 혁명 세력은 샤를의 퇴위만을 승인하고 루이 필리프를 왕으로 정식 인정했다. 그는 국민 선거에 의거해 선출되었다는 명목으로 ‘국민의 왕’이나 혁명의 초연속에서 왕이 되었으므로 ‘바리케이드의 왕’으로 불렸지만 혁명의 원동력이 되었으면서도 정치상 성과를 빼앗긴 공화주의자들에게는 불만스러운 왕이었다. 그가 수행한 일은 입법부에 법률안을 제출할 권리를 인정하고 선거 제한을 완화시킨 정도에 그쳤다.

## 영향
이 혁명의 결과 성립된 왕정을 7월 왕정이라 부른다. 7월 왕정은 보수적이고 억압적인 경향을 띄었으며 이는 결국 18년 뒤의 2월 혁명의 기폭제가 된다.

### 벨기에 독립 혁명
프랑스 7월 혁명 소식은 유럽 각국에 전파되어 혁명 운동에 영향을 주었다. 빈 회의의 결과 네덜란드에 병합되었던 벨기에는 네덜란드의 지배에 저항하였고 브뤼셀에서 폭동이 발생했다. 영국을 비롯한 열강 국가는 벨기에의 독립을 인정했고 다음 해 1831년 독일의 소영방 군주의 일족인 작센코부르크고타 왕가 출신으로 영국 왕실과 러시아와도 연관 있는 레오폴드 1세 국왕을 맞아 벨기에가 독립을 했다. 결국 네덜란드도 독립을 승인했고 영토 문제는 1839년에 해결되었다.

### 11월 봉기
폴란드는 당시 표면적으로 폴란드 입헌 왕국이라는 입헌군주국의 형태였지만, 실제로는 러시아의 꼭두각시이자 속국이었다. 7월 혁명에 영향을 받아 러시아 제국의 지배에 대한 불만이 커지면서 민족주의자와 자유주의자가 바르샤바 혁명을 일으켰다. 그러나 이것이 러시아 군대에게 진압된 후 폴란드의 민족 운동은 위축되었다.

### 이탈리아 통일
이탈리아에서는 카르보나리가 나폴리 피에몬테에서 혁명 이후 부활을 완수했으나 이 카르보나리 봉기는 오스트리아 군에게 즉시 진압되었다. 하지만 카루보나리의 이념은 자유주의자로 즉위했던 사르데냐 왕 카를로 알베르토에게 이어져 이후 이탈리아의 통일을 달성한다.
빈 체제는 전면적인 붕괴는 면했지만 부분적으로 크게 흔들렸으며, 이후 1848년 혁명을 통해 대대적으로 붕괴되었다.

## 같이 보기
- 7월 왕정
- 6월 봉기 (1832년)
- 2월 혁명

## 참고 문헌
- Pilbeam, Pamela (1989년 6월). “The Economic Crisis of 1827–32 and the 1830 Revolution in Provincial France”. 《The Historical Journal》 32 (2): 319–338. doi:10.1017/S0018246X00012176.

- Guy Antonetti, Louis-Philippe, Librairie Arthème Fayard, Paris, 2002 ISBN 2-213-59222-5

- Pilbeam, Pamela (1983년 12월). “The 'Three Glorious Days': The Revolution of 1830 in Provincial France”. 《The Historical Journal》 26 (4): 831–844.

- Price, Roger (1974년 12월). “Legitimist Opposition to the Revolution of 1830 in the French Provinces”. 《The Historical Journal》 17 (4): 755–778. doi:10.1017/S0018246X00007895.